# Astroloma microdonta
Astroloma microdonta là một loài thực vật có hoa trong họ Thạch nam. Loài này được F.Muell. ex Benth. mô tả khoa học đầu tiên năm 1868.